# Watermelon Contest
Watermelon Contest ist ein US-amerikanischer Kurzfilm aus dem Jahr 1896. Der Film wurde von der Edison Manufacturing Company produziert. Regie führte James H. White.

## Filminhalt
Zwei Männer essen ein Melonenstück um die Wette.

## Hintergrundinformationen
Der Film wurde so beliebt, dass der Filmfirma die Kopien ausgingen. Bei den beiden Darstellern handelt es sich um Afroamerikaner, die hier gemeinsam um die Wette essen. Der 14-sekündige Film erhielt im Jahr 1900 ein Remake.

## Das Remake
Das Remake wurde am 28. Juni 1900 von der Edison Manufacturing Company veröffentlicht. Regie führte wiedermals  James H. White. Die Handlung des Films wurde einige Sekunden gestreckt und um ein Detail ausgebaut. Bei den Darstellern handelt es sich wiedermals um Afroamerikaner.

## Filminhalt
Vier Männer essen wiedermals Melonenstücke um die Wette, dabei spucken sie immer wieder ein Stückchen Melone aus.